# Colluricincla woodwardi
Colluricincla woodwardi е вид птица от семейство Colluricinclidae.

## Разпространение
Видът е разпространен в Австралия.